# Мис Гаттерас

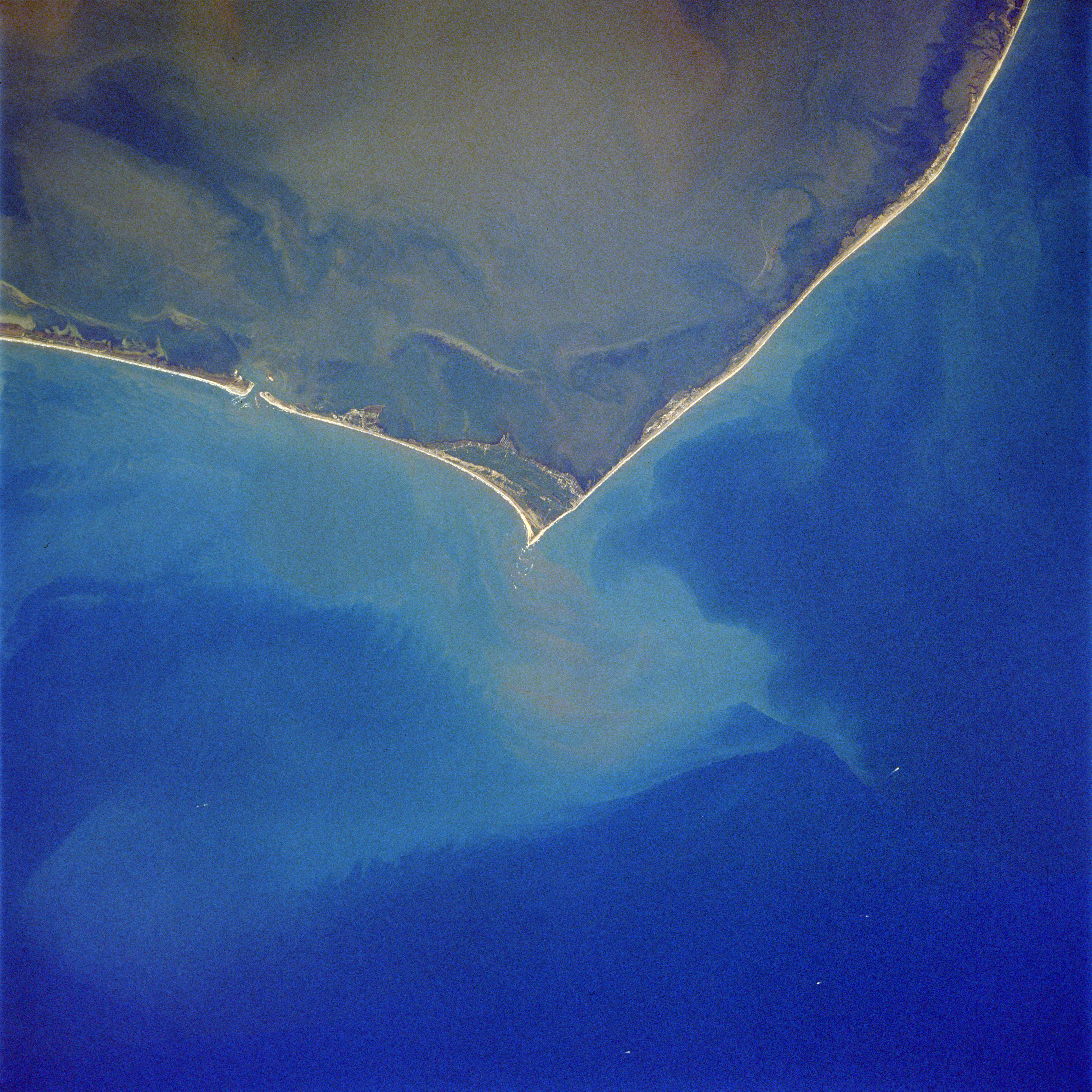
Вид на мис Гаттерас з космосу

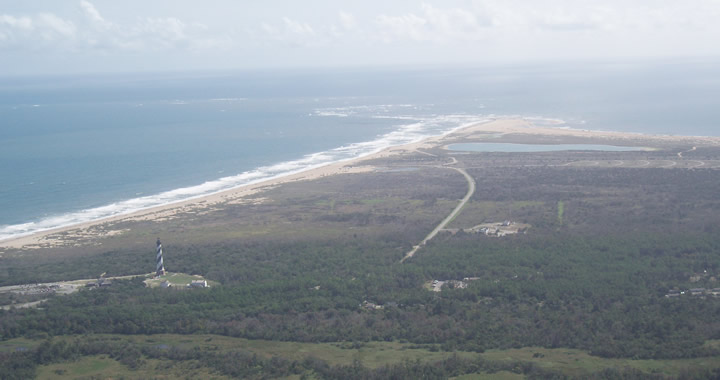
Мис Гаттерас і маяк з висоти пташиного польоту

Мис Гаттерас — мис на узбережжі Північної Кароліни, розташований на острові Гаттерас Зовнішніх мілин. Це крайня південно-східна точка Північної Америки по осі північний схід-південний захід.
Напроти мису Гаттерас стикаються дві океанські течії: холодна течія Лабрадор, що прямує на південь і тепла Флоридська течія (Гольфстрим), що прямує на північ. Зіткнення цих течій викликає бурхливі завихрення і призводить до утворення мілин з наносного піску, які тягнуться від мису на 14 миль в океан. Попутні течії завжди привертали мореплавців, які використовують їх для прискорення плавання. Однак, бурхливі води цих місць і мілини так часто викликали корабельної аварії, що область навколо мису Гаттерас називають «цвинтар Атлантики».
У 1803 році на мисі був вперше побудований маяк. У 1870 році він був замінений на цегляний маяк мису Гаттерас висотою будови 60,50 метрів (198,48 фута), найвищий маяк у США і один з найвищих кам'яних маяків у світі. Через постійне розмивання піщаних дюн маяк опинився в небезпечній близькості до берега і в 1999 році він був пересунутий в результаті складної інженерної операції.
Назва північної протоки було дано в 1585 році сером Річардом Грінвілом, адміралом і керівником експедиції до колонії Роанок, надісланої сером Волтером Ролі. Він називався Гатраск, назва з часом перетворилося в Гаттерас і була розширена на острів і мис.